# Benetton Rugby Treviso
Il Benetton Rugby Treviso è un club professionistico italiano di rugby a 15 fondato nel 1932 come GUF Treviso.
Ribattezzato nel 1945 A.S. Rugby Treviso, deve la sua attuale denominazione all'acquisizione da parte del gruppo Benetton nel 1978.
Vanta la vittoria in 15 campionati nazionali, il più recente nel 2010, e quattro Coppe Italia, che ne fanno il club più titolato del rugby italiano dopo l'Amatori Milano (18 scudetti) e al pari di Petrarca e Rovigo.
Dalla stagione sportiva 2010-11 la squadra non partecipa più al campionato italiano, detenendo da allora la licenza di franchigia per lo United Rugby Championship, competizione interconfederale inizialmente riservata a squadre di club gallesi, irlandesi e scozzesi, poi ampliata con l'apertura ai club italiani in tale anno e, dal 2017, a quelli sudafricani.
È il club che, al 2018, ha maggiormente rappresentato l'Italia in Champions Cup, la massima competizione rugbistica di club in Europa, cui ha preso parte 21 volte su 24 edizioni.
Dal 1982 il club ha anche una sezione femminile, chiamata familiarmente Red Panthers, vincitrice di 16 scudetti.
La squadra disputa le proprie gare interne allo stadio di Monigo, a Treviso.

## Storia

### Le origini

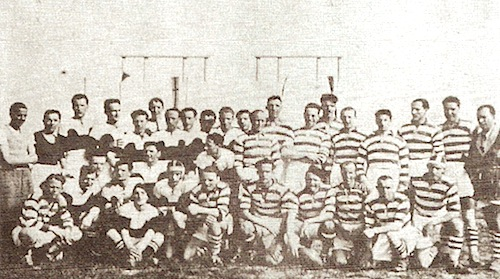
AFC Padova (a strisce) — GUF Treviso nel 1932

Il club nacque nel 1932 come GUF Treviso e compì solo attività sportiva studentesca, essendo espressione del locale Gruppo Universitario Fascista.
Nell'immediato dopoguerra cambiò nome in Associazione Sportiva Rugby Treviso.
Gli anni cinquanta videro l'avvento delle compagini venete (Rovigo vinse cinque campionati di fila dal 1951 al 1954-55) e il 1956 vide la prima affermazione del Rugby Treviso, sponsorizzato dalla Faema, che già nel 1954 era arrivato alla finale-scudetto; successivamente fu il turno delle Fiamme Oro di Padova, che, sempre in alternanza con Rovigo, dominarono la scena a cavallo degli anni cinquanta e sessanta.
Nel 1970 la squadra vinse la sua prima Coppa Italia; fu il prodromo dell'inizio della dominazione del Veneto nel successivo ventennio (18 scudetti su 21 campionati fino al 1992), iniziato nella stagione successiva con il quinquennio del Petrarca.
Nel 1977-78 il Treviso, sponsorizzato Metalcrom, si aggiudicò per la seconda volta nella sua storia il campionato.
Tra i protagonisti di quella vittoria, ottenuta sotto la guida di Umberto Cossara, l'apertura Oscar Collodo e il pilone Guido Rossi, il primo futuro allenatore del club negli anni novanta, ed entrambi internazionali per l'Italia alla Coppa del Mondo di rugby 1987.
Rossi e Collodo furono i primi di una lunga serie di giocatori forniti dal club alla nazionale durante le Coppe del Mondo a venire.

### L'era Benetton
Sempre nel 1978 avvenne la svolta societaria che caratterizzò la politica sportiva del club e lo trasformò nella società più vincente della storia recente del rugby italiano: il gruppo di abbigliamento Benetton divenne sponsor del club e, successivamente, lo acquisì, trasformandone la ragione sociale in Benetton Rugby Treviso.
Alla presidenza del club fu confermato Arrigo Manavello, sotto la cui dirigenza la squadra aveva vinto lo scudetto.

La Benetton campione d'Italia nel 1982-83

Il primo scudetto del nuovo corso societario giunse nel 1982-83, dopo due terzi posti consecutivi e un secondo posto; a metà decennio arrivarono a Treviso giocatori di riconosciuto valore internazionale quali i neozelandesi John Kirwan e Craig Green, destinati a diventare campioni del mondo con la maglia degli All Blacks, che insieme ai numerosi nazionali italiani in squadra (Stefano Bettarello, Gianni Zanon, “Lello” Dolfato, Stefano Annibal), dal 1986 al 1993 disputarono sette finali scudetto consecutive, vincendone due; furono, quelli, gli anni della rivalità con l'Amatori Milano, dapprima sponsorizzato Mediolanum e poi, definitivamente entrato nell'orbita societaria di Silvio Berlusconi, rinominato Milan Rugby.
A guidare la squadra nel decennio, nomi come Roy Bish e Pierre Villepreux, entrambi già C.T. della Nazionale italiana (e Villepreux anche di quella francese).

John Kirwan e Craig Green, campioni d'Italia 1988-89

Il 1982 fu anche l'anno dell'inaugurazione della Ghirada, la club house del gruppo sportivo Benetton.
Dopo una semifinale persa nel 1994, la coppia Oscar Collodo-Gianni Zanon che guidò la squadra per il triennio successivo giunse ad altre tre finali scudetto consecutive, tutte contro il Milan — le prime due perse, la terza, quella del 1997, vinta — con in squadra elementi come Giovanni Grespan, Alessandro Troncon, Mark Giacheri, Francesco Mazzariol e soprattutto Ivan Francescato, che in azzurro fu anche tra i protagonisti della prima, storica vittoria contro la Francia nel 1997 e scomparve prematuramente nel 1999.
In quel periodo il club aveva cambiato ragione sociale ed era divenuto una società a responsabilità limitata, nonché parte di un gruppo sportivo più ampio che aveva inglobato il basket (Pallacanestro Treviso), la pallavolo (Sisley) e, per un periodo, anche la Formula 1 (la scuderia automobilistica Benetton Formula, due volte campione del mondo nel 1994 e 1995 con Michael Schumacher).
Dal 1997 Amerino Zatta è il presidente del club in sostituzione di Manavello che in quell'anno lasciò la carica.

Ivan Francescato, pilastro del Benetton e della Nazionale negli anni 1990

Dal 1995 presente nelle coppe europee (fin dalla prima edizione a inviti della Heineken Cup), nel primo decennio del nuovo secolo la squadra consolidò il suo primato nazionale, raggiungendo la quota di 15 scudetti nel 2009-10 e arrivando in altre tre occasioni in semifinale e in un'altra in finale (nel 2008, persa contro il Calvisano).
A fare parte dello staff societario figuravano nomi che da giocatori avevano scritto la storia recente del club: Franco Properzi (fino al 2010 assistente allenatore), già Amatori Milano e poi Benetton dal 1998 al 2004, Sergio Zorzi, allenatore della squadra Under-19, Giovanni Grespan, allenatore delle giovanili e dirigente responsabile ai corsi.

### Lo United Rugby Championship
A seguito dell'ampliamento della Celtic League all'Italia, il Benetton fu una delle squadre ammesse alla competizione; inizialmente escluso a favore dei Praetorians, franchise di Roma, in sede di riesame delle candidature fu riammesso a scapito della squadra della Capitale; dalla stagione 2010-11 la squadra partecipa quindi alla competizione celtica, con conseguente abbandono del campionato domestico.
L'esordio assoluto del Benetton in Celtic League è del 4 settembre 2010, una vittoria 34-28 sui gallesi Scarlets; il campionato si concluse con 9 vittorie e 10º posto, bissato l'anno seguente.
Nel 2013 la squadra chiuse al 7º posto con 50 punti, a 31 punti dalla vetta, 40 dalla coda e 16 dai play-off.

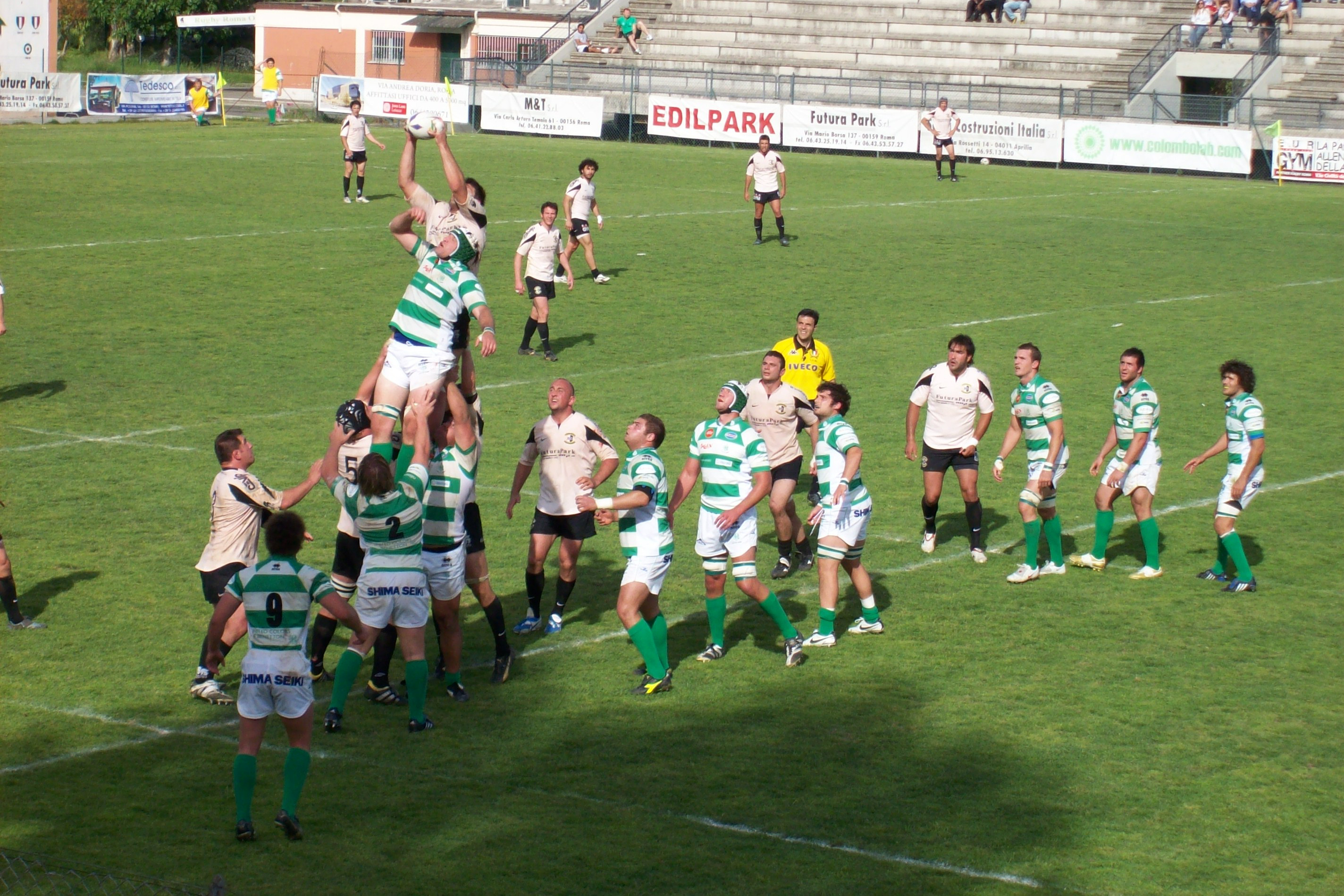
– Treviso, ultima giornata della stagione regolare 2008-09

Franco Smith lasciò il club a dicembre 2013 e la squadra fu affidata a Umberto Casellato, con cui la squadra registrò due penultimi e un ultimo posto.
Dal 2016 la squadra è guidata dal neozelandese Kieran Crowley.
Nel 2016-17 la squadra terminò al 10º posto; nella stagione successiva, aperta al Sudafrica e portata a 14 squadre, il torneo fu diviso in due conference e il Benetton terminò al 5º posto. Crowley chiuse la sua esperienza alla Benetton nel 2021, dopo la vittoria della Raimbow Cup, prima storica vittoria di una squadra italiana in una competizione internazionale di prima fascia. Kieran Crowley proseguì il suo percorso come allenatore della Nazionale, e la squadra venne affidata a Marco Bortolami, già allenatore della touche a Treviso dal 2016. Sotto la gestione Bortolami la squadra raggiunge, nella stagione 2022/2023 e per la prima volta nella storia del rugby italiano, la semifinale di Challenge Cup, persa contro il Tolone per 23-0, che avrebbe vinto la competizione battendo i Glasgow Warriors in finale..
Oltre ai titoli della prima squadra (ai 15 scudetti vanno sommate 4 Coppe Italia, 2 Supercoppe e una Rainbow Cup), il Benetton Treviso vanta 10 scudetti giovanili U-19/21 tra il 1950 e il 2006, 7 scudetti Under-18 tra il 1979 e il 2014 e 8 scudetti Under-16 tra il 1979 e il 2018.

### Le Red Panthers
Dal 1982 il Benetton Rugby Treviso ha anche una divisione femminile, le cui atlete sono note con il nome di Red Panthers: la squadra, dal 1985 al 2003, vinse 19 campionati italiani consecutivi (11 ufficiali), e vanta in totale 23 titoli (16 dei quali riconosciuti dalla FIR), l'ultimo dei quali nella stagione 2010-11.

## Cronistoria
| Cronistoria del Benetton Rugby Treviso |
| --- |
| - 1932 · Nascita del GUF Treviso - 1932-35 · Attività universitaria - 1935-36 · Prima Divisione Veneto - 1936-40 · Attività universitaria - 1940-45 · Inattivo - 1945 · Trasformazione in Associazione Sportiva Rugby Treviso - 1946-47 · Serie B - 1947-48 · Serie B - 1948-49 · 5º girone B serie B - 1949-50 · 3º girone B serie B - 1950-51 · 3º girone finale serie B - 1951-52 · 1º girone A serie B promozione in Serie A - 1952-53 · 9º serie A - 1953-54 · 2º serie A (sconf. finale scudetto) - 1954-55 · 8º serie A - 1955-56 · 1º serie A Campione d’Italia (1º titolo) - 1956-57 · 3º gir. semifinale serie A - 1957-58 · 4º girone B serie A - 1958-59 · 6º girone B serie A - 1959-60 · 3º girone B serie A - 1960-61 · 2º Eccellenza - 1961-62 · 4º Eccellenza - 1962-63 · 10º Eccellenza - 1963-64 · 7º Eccellenza - 1964-65 · 7º Eccellenza - 1965-66 · 11º serie A (retrocessione in Serie B) - 1966-67 · 2º girone B serie B - 1967-68 · 1º girone finale serie B (promozione in Serie A) - 1968-69 · 5º serie A - 1969-70 · 3º serie A Coppa Italia (1º titolo) - 1970-71 · 5º serie A - 1971-72 · 6º serie A - 1972-73 · 6º serie A - 1973-74 · 8º serie A - 1974-75 · 9º serie A - 1975-76 · 5º serie A - 1976-77 · 4º serie A - 1977-78 · 1º serie A Campione d’Italia (2º titolo) - 1978 · Cambio ragione sociale in Benetton Rugby Treviso - 1978-79 · 5º serie A - 1979-80 · 3º serie A - 1980-81 · 3º serie A - 1981-82 · 2º poule scudetto serie A - 1982-83 · 1º poule scudetto serie A Campione d’Italia (3º titolo) - 1983-84 · 2º poule scudetto serie A - 1984-85 · 2º poule scudetto serie A - 1985-86 · 3º poule scudetto serie A - 1986-87 · 2º serie A1 - 1987-88 · 3º serie A1 (sconf. finale scudetto) - 1988-89 · 1º serie A1 Campione d’Italia (4º titolo) - 1989-90 · 1º serie A1 (sconf. finale scudetto) - 1990-91 · 2º serie A1 (sconf. finale scudetto) - 1991-92 · 5º serie A1 Campione d’Italia (5º titolo) - 1992-93 · 3º serie A1 (sconf. finale scudetto) - 1993-94 · 3º serie A1 (sconf. semifinale play-off) - 1994-95 · 2º serie A1 (sconf. finale scudetto) - 1995-96 · 1º serie A1 (sconf. finale scudetto) - 1996-97 · 2º serie A1 Campione d’Italia (6º titolo) - 1997 · Istituzione del Benetton Rugby Treviso Srl - 1997-98 · 3º serie A1 Campione d’Italia (7º titolo) Coppa Italia (2º titolo) - 1998-99 · 1º serie A1 Campione d’Italia (8º titolo) - 1999-2000 · 1º serie A1 (sconf. semifinale play-off) - 2000-01 · 1º serie A1 Campione d’Italia (9º titolo) - 2001-02 · 4º Super 10 (sconf. semifinale play-off) - 2002-03 · 2º Super 10 Campione d’Italia (10º titolo) - 2003-04 · 1º Super 10 Campione d’Italia (11º titolo) - 2004-05 · 1º Super 10 (sconf. semifinale play-off) Coppa Italia (3º titolo) - 2005-06 · 1º Super 10 Campione d’Italia (12º titolo) - 2006-07 · 1º Super 10 Campione d’Italia (13º titolo) Supercoppa d’Italia (1º titolo) - 2007-08 · 2º Super 10 (sconf. finale scudetto) - 2008-09 · 2º Super 10 Campione d’Italia (14º titolo) - 2009-10 · 1º Super 10 Campione d’Italia (15º titolo) Coppa Italia (4º titolo) Supercoppa d’Italia (2º titolo) - 2010-11 · 10º Celtic League - 2011-12 · 10º Pro12 - 2012-13 · 7º Pro12 - 2013-14 · 11º Pro12 - 2014-15 · 11º Pro12 - 2015-16 · 12º Pro12 - 2016-17 · 10º Pro12 - 2017-18 · 5º conference B Pro14 - 2018-19 · 3º conference B Pro14 (sconf. barrage per la semifinale) - 2019-20 · 5º conference B Pro14 - 2020-21 · 6º conference B Pro14 (sconf. quarti di finale Challenge Cup) Vincitore della Rainbow Cup - 2021-22 · 13º URC (sconf. ottavi di finale Challenge Cup) - 2022-23 · 11º URC (sconf. semifinale Challenge Cup) - 2023-24 · 7º URC (sconf. quarti di finale URC) (sconf. semifinale Challenge Cup) - 2024-25 · 10º URC Ottavi di finale Champions Cup |

## Colori e simboli delle uniformi
Dall'epoca dell'entrata del club nel gruppo Benetton i colori sociali sono sempre stati il bianco e il verde: l'uniforme di gioco più usata è quella che prevede una maglia a strisce orizzontali di tali colori e, a completare la tenuta, pantaloncini bianchi e calzettoni verdi.
In determinate stagioni, come nei primi anni ottanta e, più recentemente, dal 2018, la maglia è completamente verde, mentre calzoncini e calzettoni rimangono rispettivamente bianchi e verdi.
La seconda tenuta generalmente omaggia la vecchia maglia, che riprende i colori della provincia di Treviso; a seconda delle stagioni variano i temi ma i colori di base sono sempre il bianco e il blu.
Lo sponsor tecnico del club è l'azienda italiana di abbigliamento sportivo Erreà di Parma; l'accordo di fornitura dell'equipaggiamento sportivo va dalla stagione 2017-18 a quella 2019-20.
Il simbolo della squadra maschile è un leone, che richiama quello di san Marco, antico simbolo della Serenissima e attualmente presente nello stemma del Veneto e di molte amministrazioni comunali e provinciali di quella Regione.
Le maglie della squadra femminile invece presentano un'aggiunta rossa come omaggio all'altro club cittadino, il Tarvisium, e sebbene tengano il leone sui pantaloncini, e a dispetto del nome di Pantere Rosse, sul petto recano il simbolo di un giaguaro (panthera onca).

## Stadio e struttura
Nel Dopoguerra, il club giocò dapprima allo "Scalo Motta" e poi, dal 1952, allo stadio Omobono Tenni. Nel 1966 avvenne il trasferimento al campo "Aldo Milani", il primo terreno di gioco in città riservato esclusivamente al rugby.
L'impianto interno del Benetton Rugby è, dal 1973, lo stadio di Monigo, situato nella località omonima a circa 4 km a nord-ovest del centro di Treviso.
Può ospitare 5'000 spettatori, di cui 2.700 nella tribuna ovest e 2.300 nella tribuna est, entrambe coperte.
La sede degli allenamenti della prima squadra e delle giovanili è la Ghirada, vasta area di più di 200 000 metri quadrati, situata nell'immediata periferia a sud di Treviso e inaugurata nel 1982.
È anche la sede sociale di tutto il gruppo sportivo Benetton ed è attrezzata per diverse attività tra cui gli incontri della squadra femminile, pallacanestro, pallavolo, golf, nuoto e ginnastica.

## Giocatori rappresentativi
Sono di seguito elencati alcuni tra i giocatori più rappresentativi della storia del club.
Tra di essi, due sono scomparsi prematuramente: Raffaele “Lello” Dolfato (1963-97), flanker che militò nel Benetton per tutta la sua carriera dal 1981 al 1994, e partecipò alla Coppa del Mondo di rugby 1987 in Australia e Nuova Zelanda che morì in un incidente stradale fuori Treviso; e il citato Ivan Francescato (1967-99), tre quarti centro campione d'Europa con la Nazionale italiana nel 1997, titolare nelle Coppe del Mondo 1991 in Inghilterra e 1995 in Sudafrica, morto ancora in attività a 32 anni a causa di una malformazione cardiaca.
La nazionalità indicata è quella secondo le regole World Rugby, non necessariamente coincidente con la cittadinanza amministrativa.
- Craig Green
- John Kirwan
- Michael Lynagh
- Orazio Arancio
- Mauro Bergamasco
- Stefano Bettarello
- Lucio Boccaletto
- Gonzalo Canale
- Carlo Checchinato
- Oscar Collodo
- Walter Cristofoletto
- Mauro Dal Sie
- Denis Dallan
- Manuel Dallan
- Santiago Dellapè
- Raffaele Dolfato
- Piermassimiliano Dotto

- Roberto Favaro
- Ivan Francescato
- Julian Gardner
- Mark Giacheri
- Giovanni Grespan
- Andrea Gritti
- Ramiro Martínez
- Matteo Mazzantini
- Francesco Mazzariol
- Nicola Mazzucato
- Alessandro Moscardi
- Fabio Ongaro
- Scott Palmer
- Sergio Parisse
- Mario Pavin
- Massimiliano Perziano
- Giancarlo Pivetta
- Walter Pozzebon

- Franco Properzi
- Peter Richards
- Guido Rossi
- Stefano Saviozzi
- Diego Scaglia
- Andrea Sgorlon
- Franco Smith
- Moreno Trevisiol
- Alessandro Troncon
- Giorgio Troncon
- Tommaso Visentin
- Gianni Zanon
- Sergio Zorzi
- Brendan Williams

## Palmarès
- Pro14 Rainbow Cup: 1
2020-21
- Campionati italiani: 15
1955-56, 1977-78, 1982-83, 1988-89, 1991-92, 1996-97, 1997-98, 1998-99, 2000-01, 2002-03 
2003-04, 2005-06, 2006-07, 2008-09, 2009-10
- Coppe Italia: 4
1969-70, 1997-98, 2004-05, 2009-10
- Supercoppe d'Italia: 2
2006, 2009

## Letteratura di approfondimento
- Gian Domenico Mazzocato, Treviso ’89: il tricolore ritrovato, Treviso, Edimedia, 1989.
- Gian Domenico Mazzocato, Treviso, la prima volta. 1955-1956, il primo scudetto del rugby trevigiano, Treviso, Edimedia, 1991.